# Styringomyia atlantica
Styringomyia atlantica är en tvåvingeart som beskrevs av Ribeiro 2003. Styringomyia atlantica ingår i släktet Styringomyia och familjen småharkrankar. Inga underarter finns listade i Catalogue of Life.